# NGC 6312
NGC 6312 (другие обозначения — MCG 7-35-40, ZWG 225.60, NPM1G +42.0459, PGC 59751) — галактика в созвездии Геркулес.
Этот объект входит в число перечисленных в оригинальной редакции «Нового общего каталога».